# Elizabeth Villanueva
María Elizabeth Villanueva (Zárate, Prov. de Buenos Aires, Argentina, 29 de octubre de 1974) es una jugadora de fútbol actualmente retirada. Con la Selección de Argentina participó del Mundial Femenino de 2003 y a nivel de clubes fue múltiple campeona de la Primera División de Argentina con Boca Juniors. Forma parte del cuerpo técnico del plantel femenino de reserva y de primera en Boca Juniors siendo la utilera.

## Inicios
Elizabeth Villanueva o Eli Villanueva nació en la localidad de Zárate, Provincia de Buenos Aires pero parte de su infancia la vivió a unos 67 kilómetros de distancia en otro punto de la provincia, precisamente en Baradero.  
Antes de mudarse de localidad se crio en los potreros de Zárate. Luego la futura delantera se fue integrando al grupo de sus hermanas que ya tenían un equipo conformado y de ahí surgió su interés por el fútbol. Es la menor  y melliza de una de las 8 hermanas mujeres y un varón que formaban su familia.  
Elizabeth jugaba desde pequeña en el equipo de las Villanueva donde todas sus hermanas jugaban a la pelota, desde sus inicios con la pelota el puesto que siempre ocupó fue de delantera. 
Luego de sus comienzos con la pelota desembarcó con su madre y sus hermanas en Baradero donde continuó formándose en el Barrio FONAVI jugando a la pelota entre vecinas y vecinos del lugar.
A los nueve años de edad comenzó a jugar en el mismo club donde lo hacían sus hermanas, el club 11 de Corazones. Jugaba en canchas de 5, en canchas de 7 y después en 9 y por último de 11. La madre las llevaba a varias localidades para que puedan jugar al fútbol, jugando en Entre Ríos, en San Pedro y el su misma localidad donde residía, Baradero. Por aquellos años se hacían campeonatos jugando por el lechón o por trofeos.
La madre le fue inculcando la actividad por este deporte y quien la hizo fanática de Boca, así cuenta en una nota realizada por la periodista Ayelen Pujol. 
Luego vendría su paso por Rivadavia como así también Fundición, aunque no fue de manera institucional porque por aquellos años no había registros en el plano oficial más que algún equipo improvisado y partidos amistosos entre los diferentes barrios.
En una entrevista realizada la jugadora comenta sobre sus inicios en el fútbol:

“Empecé jugando en Zárate, donde nací, a los ocho años, somos 8 mujeres y 1 varón y todas jugábamos al fútbol, tuve la suerte de jugar acá en Once Corazones que fue donde iniciaron mis hermanas y yo seguí el paso de ellas, después de a poco fue creciendo todo, a los nueve años me fui a vivir a Baradero y ahí mi mamá escuchó en la radio que estaban probando en Boca y nos dijo que ahí teníamos que estar nosotras y nos llevó a mí como a 2 de mis hermanas, Marcela y Vero, y quedé en el club.”
María Elizabeth Villanueva

Villanueva continuó jugando la pelota junto a sus hermanas, que también pudieron trascender en el deporte. Su madre, quien la impulsó, les notificó que había escuchado en la radio sobre una prueba de fútbol femenino que realizaría Boca y allí fueron a probarse.
En las pruebas, quedaron Elizabeth Villanueva, y sus dos hermanas Marcela y Verónica, pero en ese entonces por la situación económica familiar no permitía que las tres pudieran viajar para realizar los entrenamientos tres veces por semana, de esta forma sus mamá opto quien fuese Elizabeth la que siguiera. En ese entonces tenía 15 años de edad y no podía formar el plantel hasta cumplir los 16 años. De igual forma continuó entrenándose.
Para poder llegar al lugar de entrenamiento, debía tomarse el tren desde Baradero a Zárate, luego de ahí hasta Villa Ballester, luego Retiro hasta La Boca o La Candela.
Ya cumplido los años suficientes para conformar el plantel Elizabeth Villanueva se convirtió en la nueva jugadora de Boca Juniors y desde ese momento sería el inicio para convertirse en una de las jugadoras históricas de "Las Gladiadoras".

“El viaje era muy largo, tomábamos el micro en Baradero y de ahí teníamos que ir a Zárate en tren y de ahí otro tren, era muy larga la trayectoria, pero la pasión por el fútbol era más fuerte, fuimos a Boca y quedamos las 3 y en el 1991 no podíamos jugar porque eramos chicas, teníamos 15 años, esperé un año más y jugué en el ´92, de ahí quedé en el club y tuve la suerte de salir campeonas en el ´92 y jugar en la cancha de Boca que fue lo más grande que me pasó, vestir la camiseta de Boca y jugar en la Bombonera era algo impresionante.”
María Elizabeth Villanueva

En la entrevista realizada en la página "Pasión Deportiva" declara que su posición dentro de la cancha era de delantera, precisamente de 7. En la misma nota declara su paso en los clubes que albergo en Baradero y su llegada al club Xeneize: 

“Jugaba de delantera, estuve jugando de 7 y en Baradero tuve la oportunidad de jugar en Fundición, en Rivadavia, pero no tuve la posibilidad de jugar en un club en sí, jugaba con las chicas del barrio, o los chicos, jugaba más con varones en ese entonces, no había un club de fútbol femenino, era muy machista todo en ese tema, entonces directamente fui a Boca y en el ´93 fue cuando me convocaron para la selección.”
María Elizabeth Villanueva

## Trayectoria Profesional

### Club Atlético Boca Juniors
Inició su carrera en el Club Atlético Boca Juniors, su paso por el club de La Rivera fue de un poco más de dos décadas sin interrupciones, jugando con la camiseta azul y oro durante  21 años, desde 1991 hasta el 2011. 
El debut de la número 7 fue contra el Club Atlético Independiente de Avellaneda, en el Estadio Alberto J. Armando, más conocido como "La Bombonera", convirtiendo un gol decisivo que le daría el campeonato al club. Villanueva fue partícipe del primer torneo argentino de fútbol femenino organizado por la AFA en 1991. 
Durante su larga estadía en el club Xeneiza logró ganar 17 títulos nacionales de los cuales 15 campeonatos fueron de manera invicta, sin precedentes en el fútbol argentino. Entre estos campeonatos la Delantera se consagró campeona del Campeonato de Fútbol Femenino 1992, 1998,1999, 2000, Torneo Apertura 2001, Torneo Clausura 2002, Torneo Apertura 2003, Torneo Clausura 2004, Torneo Apertura 2004, Torneo Clausura 2005, Torneo Apertura 2005, Torneo Clausura 2006, Torneo Apertura 2006, Torneo Clausura 2007, Torneo Apertura 2007, Torneo Clausura 2008, Torneo Apertura 2009. 
Para en el campeonato que obtiene Boca Juniors en 2007 era la única jugadora que había integrado todos los planteles campeones de la historia del club. Durante su trayectoria en la institución, alcanzó los 15 campeonatos invictas con "Las Gladiadoras" y alcanzó su gol número 100 con la camiseta de Boca Juniors.
La delantera recuerda el debut en la institución Xeneize: 

"Mi primer partido fue contra Independiente en la cancha de Boca, así que fue para mí todo redondito, tuve la suerte de salir campeona en ese momento, fue muy lindo porque las chicas ya habían empezado el campeonato y yo cumplía la edad a la mitad del campeonato, jugué el partido contra Independiente que era definitorio, si ganábamos salíamos campeonas, tuve esa suerte y convertí un gol, fui goleadora casi siempre, tengo con Boca 17 campeonatos ganados, de los 17, salí invicta 15 donde también llegue al gol 100, la verdad que tuve una linda trayectoria.”
María Elizabeth Villanueva

En el Campeonato de Fútbol Femenino de 1999, año en el que las Xeneizes se coronarían bicampeonas, de los 133 goles a favor, 33 fueron convertidos por la delantera, Elizabeth Villanueva con la 7 en su espalda.
Luego de jugar con Boca Juniors la Copa Libertadores Femenina 2011 decidió retirarse, aunque algunos años después retornó a la actividad como jugadora de Real Pilar.

### Selección nacional
En el año 1993 la delantera fue convocada para integrar Selección femenina de fútbol de Argentina, estuvo vistiendo la camiseta albiceleste durante 15 años.
Participó en los Campeonato Sudamericanos de Brasil 1995, Argentina 1998 y Perú 2003, obteniendo el subcampeonato en cada uno de dichos torneos.
En el año 1998 Villanueva fue convocada para jugar un repechaje contra México con el fin de obtener una plaza para el Mundial de los Estados Unidos, el objetivo no se pudo lograr, pero en aquel partido, la delantera se despachó con un gol para la Selección Argentina.
Participó del Mundial de 2003, primera Copa Mundial Femenina organizada por FIFA a la que clasificó Argentina.
La gran consagración con la celeste y blanca sería en el año 2006, cuando la Argentina consigue por primera vez es campeón del Sudamericano Femenino derrotando a Brasil, selección que hasta ese año había sido el único en ganar dicha competencia. Este título le abre a la Selección femenina de Argentina obtener el cupo para los Juegos Olímpicos de Pekín 2008.
Elizabeth Villanueva en la entrevista para la página "Pasión Deportiva" recuerda el momento en la que fue llamada para vestir la camiseta de la  Selección femenina de fútbol de Argentina: 

“Me sorprendió mucho, porque yo en el ´91 fui a Boca, en el ´92 recién pude jugar y en el ´93 tuve la suerte de que me llamen, me acuerdo que estaba con mi familia en Baradero y me llaman por teléfono diciendo que había quedado seleccionada para viajar a Chile a un amistoso y yo ahí con sólo jugar un amistoso con la Selección, para mí fue muy fuerte en lo emocional, tanto para mi como para mi familia, saber que no fue en vano todo lo que hicimos para poder llegar a donde llegué y bueno tuve la suerte de ir a Chile y jugar de titular, hice dos goles, la verdad que me fue todo redondito y una alegría inmensa.”
María Elizabeth Villanueva

En su trayectoria por la Selección Argentina, la delantera compartió vestuario con muchas otras jugadoras como Yanina Gaitán, Vanina Correa, Fabiana Vallejos, Clarisa Huber, Adela Medina, Mariela Ricotti, Marisol Medina, Romina Ferro, Yesica Arrien, entre otras.

### Retiro de Boca Juniors
La delantera dejó la institución que la vio crecer en el año 2011, debido a un accidente automovilístico. A partir de ese momento no pudo volver físicamente al mismo nivel y decidió dar un paso al costado luego de jugar la Copa Libertadores Femenina 2011 con Boca, donde "Las Gladiadoras" consiguieron el tercer puesto.
Luego de retirarse de Boca Juniors, la jugadora histórica de la Rivera, se transformó durante 7 años en empleada de una fábrica de alimentos naturales. La fábrica se iba a mudar al mercado central y la extremo por derecha tenía que tomar una decisión con su futuro y decide regresar por un periodo de tiempo al fútbol.

### Regreso al Fútbol
Luego de un retiro extenso, la delantera se volvió a calzar los botines, y ponerse los pantalones cortos para jugar en primera instancia por Lima FC. Luego pasó a jugar con el  Real Pilar en el año 2018. El paso por el club fue breve, pero por aquel año el técnico de la institución estaba buscando jugadoras con trayectoria y experiencia ante un grupo de jugadoras jóvenes.

### Retorno al Club Atlético Boca Juniors
Marta Pavone, histórica dirigente del fútbol del club, se pone en contacto con Elizabeth Villanueva para ofrecerle ser la utilera de la Reserva y auxiliar de la Primera División del Club Atlético Boca Juniors Fútbol Femenino.
La delantera que vistió la camiseta azul y oro por 21 años, quien logró 17 títulos y convirtió 100 goles para "Las Gladiadoras" declaró: 

“Yo estaba trabajando en una empresa chica en Zárate, y la fábrica se mudaba para el mercado central en Buenos Aires y yo tenía que definir si me iba o me quedaba en Zárate, y una ex compañera mía me llama por teléfono que en Boca me andaban buscando y ahí fue que me contactaron y me dijeron que estaba pendiente un trabajo y que ellos me estaban buscando a mí, y yo encantada, sabes cómo dejé el otro trabajo, ahí Boca me habló y me dijeron que me buscaban a mi por todo lo que dí en el club, por los 21 años y los campeonatos que les regalé, bueno un montón de cosas lindas me dijeron y ahí uno se da cuenta lo que logró, y dije que sí. Me convocaron para ser parte del cuerpo técnico del fútbol femenino, estoy trabajando como utilera, yo estoy a cargo de la reserva y también de la primera y cuando me toca con primera voy al campo y está lindo porque las chicas me conocen y me piden consejos, y eso está bueno.”
María Elizabeth Villanueva

## Clubes
| Club         | País      | Año         |
| ------------ | --------- | ----------- |
| Boca Juniors | Argentina | 1991 - 2011 |
| Lima FC      | Argentina | 2017 - 2018 |
| Real Pilar   | Argentina | 2018 - 2019 |

## Palmarés Nacionales
| Campeonato de Fútbol Femenino 1992      | Club Atlético Boca Juniors | Argentina | 1992 |
| Campeonato de Fútbol Femenino 1998      | Club Atlético Boca Juniors | Argentina | 1998 |
| Campeonato de Fútbol Femenino 1999      | Club Atlético Boca Juniors | Argentina | 1999 |
| Campeonato de Fútbol Femenino 2000 - 01 | Club Atlético Boca Juniors | Argentina | 2000 |
| Torneo Femenino Apertura 2001           | Club Atlético Boca Juniors | Argentina | 2001 |
| Torneo Femenino Clausura 2002           | Club Atlético Boca Juniors | Argentina | 2002 |
| Torneo Femenino Apertura 2003           | Club Atlético Boca Juniors | Argentina | 2003 |
| Torneo Femenino Clausura 2004           | Club Atlético Boca Juniors | Argentina | 2004 |
| Torneo Femenino Apertura 2004           | Club Atlético Boca Juniors | Argentina | 2004 |
| Torneo Femenino Clausura 2005           | Club Atlético Boca Juniors | Argentina | 2005 |
| Torneo Femenino Apertura 2005           | Club Atlético Boca Juniors | Argentina | 2005 |
| Torneo Femenino Clausura 2006           | Club Atlético Boca Juniors | Argentina | 2006 |
| Torneo Femenino Apertura 2006           | Club Atlético Boca Juniors | Argentina | 2006 |
| Torneo Femenino Clausura 2007           | Club Atlético Boca Juniors | Argentina | 2007 |
| Torneo Femenino Apertura 2007           | Club Atlético Boca Juniors | Argentina | 2007 |
| Torneo Femenino Clausura 2008           | Club Atlético Boca Juniors | Argentina | 2008 |
| Torneo Femenino Apertura 2009           | Club Atlético Boca Juniors | Argentina | 2009 |

## Palmarés Internacionales
| Campeonato Sudamericano Femenino de 2006 | Selección femenina de fútbol de Argentina | Argentina | 2006 |